# Camelia Dăscălescu
Camelia Dăscălescu (n. 22 ianuarie 1921, Iași, România – d. 30 decembrie 2016, București, România) a fost o compozitoare română.

## Educație
A studiat între 1937 și 1940 la Conservatorul din Iași, iar din 1942 până în 1944 la Conservatorul din București sub îndrumarea profesorilor  Ioan D. Chirescu, Mihail Jora și Dimitrie Cuclin.

## Activitate
În perioada 1957-1961 este redactor muzical la casa de discuri Electrecord din București, apoi până în 1969 dirijor și îndrumător artistic la Casa de Cultură a Studenților „Grigore Preoteassa”. A contribuit la popularizarea unor mari artiști ai vremii precum Dan Spătaru, Cornel Constantiniu, Anda Călugăreanu, Petre Geambașu, Doina Spătaru, Ruxandra Ghiață, Pompilia Stoian. Primul mare succes al compozitoarei a fost Nu-ți fie teamă de-un sărut a lui Dan Spătaru.

## Compoziții
A compus muzică pentru zeci de melodii pe parcursul unei cariere care s-a întins pe mai bine de 40 de ani.
- Cine ești, amintire? (1957);
- Fără să vreau (1957);
- Dragi jucării (1958);
- Poștașul (1958);
- Melodii, melodii (1960);
- Amintiri…amintiri… (1963);
- Nu-ți fie teamă de-un sărut (1966);
- Ploua mărunt și ne plimbam (1967);
- Florile ți-au spus (1969);
- Să nu crezi că-mi pare rău (1969);
- Vorbe, vorbe, vorbe (1970);
- Septembrie (1972);
- Va fi soare mereu(1973);
- Mare, ești minunată, marea mea(1974);
- Nu vom ști niciodată (1974);
- Pentru tot ce ne-am visat (1975);
- Fata și marea (1975);
- Suflet îndrăgostit (1976);
- Pentru îndrăgostiții lumii (1979);
- Eu sunt pasărea albă (1982);
- Nu-ți fie teamă de iubire (1984);
- Acele veri ale iubirii (1985);
- Auzi cum cântă marea (1985);
- Eu sunt sentimental (1985);
- Cine sunt eu (1985);
- De ce-ai venit, singurătate (1986);
- Orașul crizantemelor (1987);
- Aș vrea să-ți dăruiesc o stea (1987);
- Dragostea mea (1992);
- Alb, albastru, violet (1992);
- În zori de zi (1992);
- Destăinuire (1993);
- C’est la vie (1994);
- Nu te-am uitat (1995);
- Călătorind spre tine (1996);
- Marea, ca un cântec de iubire (1997);
- Nu vom mai dansa (1998);
- Primăvara (1998);
- Soarele meu (1999);
- Nu-ți fie teamă de iubire (1999).

## Organizații
- Uniunea Compozitorilor și Muzicologilor din România începând cu 1968;
- Membru al juriului Festivalului de la Dresda;
- Membru al juriului la Zecchino d'Oro în anii ’70.

## Premii
- Premii pentru compoziție la Festivalul de muzică ușoară de la Mamaia - 1975, 1982, 1985, 1986, 1987;
- Premii din partea Uniunii Compozitorilor și Muzicologilor - 1979, 1982, 1983, 1988;
- Premiul de Excelență al UCMR pentru întreaga activitate - 2002;
- Ordinul Meritul Cultural în grad de Cavaler - 2004;[4]
- „Premiul pentru întreaga activitate” la Premiile Muzicale Radio România - 2012.